# Moreira do Rei e Várzea Cova
Moreira do Rei e Várzea Cova (llamada oficialmente União de Freguesias de Moreira do Rei e Várzea Cova) es una freguesia portuguesa del municipio de Fafe, distrito de Braga.

## Historia
La freguesia fue creada el 28 de enero de 2013 con el nombre de União das Freguesias de Moreira do Rei e Várzea Cova en aplicación de una resolución de la Asamblea de la República de Portugal promulgada el 16 de enero de 2013 con la unión de las freguesias de Moreira do Rei y Várzea Cova, pasando a estar situada su sede en la antigua freguesia de Moreira do Rei. Esta denominación se mantuvo hasta el 28 de marzo de 2013 que pasó a llamarse con su actual nombre en aplicación de la Declaración de Rectificación n.º 19/2013 que corregía su denominación.

## Demografía
| Gráfica de evolución demográfica de Moreira do Rei e Várzea Cova entre 2011 y 2021 |
|                                                                                    |
| Datos según el nomenclátor publicado por el INE portugués.                         |